# Nullomers
Os nullomers são uma série de aminoácidos que não existem no seu estado natural. Foram descobertos por Greg Hampikian e publicados em vários periódicos de referência como uma ferramenta para a luta contra cancro da próstata e da mama, assim como um tipo de leucemia.